# Grand Prix Francji 1931
Grand Prix Francji 1931 (oryg. XVII Grand Prix de l’Automobile Club de France) – jeden z wyścigów Grand Prix rozegranych w 1931 roku oraz druga runda Mistrzostw Europy AIACR.

## Lista startowa
| Nr | Kierowca                                | Zespół                    | Samochód           | Silnik                |   |
| -- | --------------------------------------- | ------------------------- | ------------------ | --------------------- | - |
| 2  | William Scott S. Armstrong-Payne        | prywatny                  | Delage 15S8        | Delage 1.5 S-8        | ? |
| 4  | Ferdinando Minoia Goffredo Zehender     | SA Alfa Romeo             | Alfa Romeo Monza   | Alfa Romeo 2.3 S-8    | ? |
| 10 | Luigi Fagioli Ernesto Maserati          | Officine Alfieri Maserati | Maserati 26M       | Maserati 2.8 S-8      | ? |
| 12 | Jack Dunfee Appleyard                   | prywatny                  | Sunbeam 1925GP     | Sunbeam 2.0 S-6       | ? |
| 18 | Giuseppe Campari Baconin Borzacchini    | SA Alfa Romeo             | Alfa Romeo Monza   | Alfa Romeo 2.3 S-8    | ? |
| 20 | René Dreyfus Pietro Ghersi              | Officine Alfieri Maserati | Maserati 26M       | Maserati 2.5 S-8      | ? |
| 22 | Georges d'Arnoux Max Fourny             | prywatny                  | Bugatti T35C       | Bugatti 2.0 S-8       | ? |
| 24 | René Ferrant Louis Rigal                | prywatny                  | Peugeot 174S       | Peugeot 4.0 S-4       | ? |
| 26 | Boris Iwanowski Henri Stoffel           | B. Ivanowski              | Mercedes-Benz SSK  | Mercedes-Benz 7.1 S-6 | ? |
| 28 | Albert Divo Guy Bouriat                 | Automobiles E. Bugatti    | Bugatti T51        | Bugatti 2.3 S-8       | ? |
| 30 | Earl Howe Brian Lewis                   | Earl Howe                 | Bugatti T51        | Bugatti 2.3 S-8       | ? |
| 32 | Louis Chiron Achille Varzi              | Automobiles E. Bugatti    | Bugatti T51        | Bugatti 2.3 S-8       | ? |
| 34 | Emilio Eminente Edmond Bourlier         | B. Ivanowsky              | Bugatti T35B       | Bugatti 2.3 S-8       | ? |
| 36 | Robert Sénéchal Henri Frètet            | prywatny                  | Delage 15-S-8      | Delage 1.5 S-8        | ? |
| 38 | Jean-Pierre Wimille Jean Gaupillat      | prywatny                  | Bugatti T51        | Bugatti 2.3 S-8       | ? |
| 40 | Henry Birkin George Eyston              | prywatny                  | Maserati 26M       | Maserati 2.5 S-8      | ? |
| 42 | William Grover-Williams Caberto Conelli | Automobiles E. Bugatti    | Bugatti T51        | Bugatti 2.3 S-8       | ? |
| 44 | Tazio Nuvolari Giovanni Minozzi         | SA Alfa Romeo             | Alfa Romeo Monza   | Alfa Romeo 2.3 S-8    | ? |
| 46 | Clemente Biondetti Luigi Parenti        | Officine Alfieri Maserati | Maserati 26M       | Maserati 2.5 S-8      | ? |
| 48 | Jean Pesato Pierre Félix                | prywatny                  | Alfa Romeo 6C-1750 | Alfa Romeo 1.8 S-6    | ? |
| 50 | Enzo Grimaldi Borgait                   | prywatny                  | Bugatti T35C       | Bugatti 2.0 S-8       | ? |
| 52 | Marcel Lehoux Philippe Étancelin        | prywatny                  | Bugatti T51        | Bugatti 2.3 S-8       | ? |
| 58 | Rudolf Caracciola Otto Merz             | prywatny                  | Mercedes-Benz SSKL | Mercedes-Benz 7.1 S-6 | ? |
| Nr | Kierowca                                | Zespół                    | Samochód           | Silnik                |   |

## Wyniki

### Wyścig

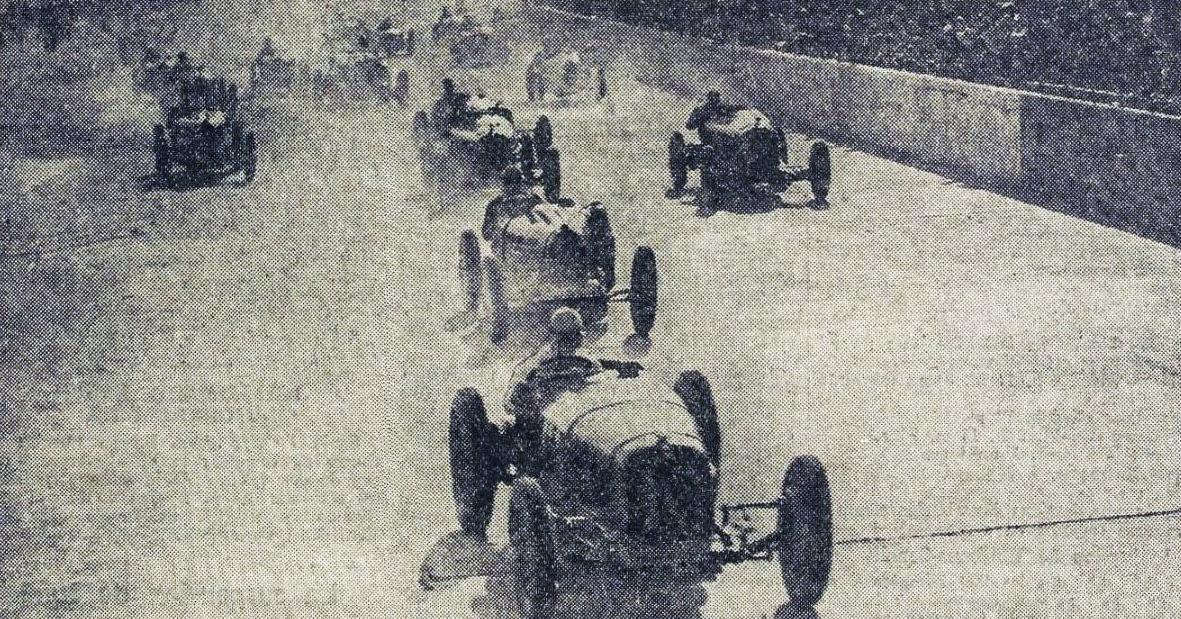
Start wyścigu

Źródło: kolumbus.fi
| P                 | + / – | Nr | Kierowca                                | Konstruktor   | Okr. | Czas / Strata      | Komentarz |
| ----------------- | ----- | -- | --------------------------------------- | ------------- | ---- | ------------------ | --------- |
| 1                 | 11    | 32 | Louis Chiron Achille Varzi              | Bugatti       | 101  | 1258,825 km        |           |
| 2                 | 3     | 18 | Giuseppe Campari Baconin Borzacchini    | Alfa Romeo    | 97   | +4 okr             |           |
| 3                 | 16    | 46 | Clemente Biondetti Luigi Parenti        | Maserati      | 95   | +6 okr             |           |
| 4                 | 12    | 40 | Tim Birkin George Eyston                | Maserati      | 94   | +7 okr             |           |
| 5                 | 9     | 36 | Robert Sénéchal Henri Frètet            | Delage        | 91   | +10 okr            |           |
| 6                 | 4     | 4  | Ferdinando Minoia Goffredo Zehender     | Alfa Romeo    | 90   | +11 okr            |           |
| 7                 | 3     | 28 | Albert Divo Guy Bouriat                 | Bugatti       | 90   | +11 okr            |           |
| 8                 | 2     | 20 | René Dreyfus Pietro Ghersi              | Maserati      | 88   | +13 okr            |           |
| 9                 | 1     | 24 | René Ferrant Louis Rigal                | Peugeot       | 85   | +16 okr            |           |
| 10                | 10    | 48 | Jean Pesato Pierre Félix                | Alfa Romeo    | 84   | +17 okr            |           |
| 11                | 7     | 44 | Tazio Nuvolari Giovanni Minozzi         | Alfa Romeo    | 84   | +17 okr            |           |
| 12                | 1     | 30 | Earl Howe Brian Lewis                   | Bugatti       | 78   | +23 okr            |           |
| Niesklasyfikowani |       |    |                                         |               |      |                    |           |
|                   |       | 38 | Jean-Pierre Wimille Jean Gaupillat      | Bugatti       | 71   | Tylne zawieszenie  |           |
|                   |       | 34 | Emilio Eminente Edmond Bourlier         | Bugatti       | 69   | Pożar              |           |
|                   |       | 22 | Georges d'Arnoux Max Fourny             | Bugatti       | 67   | Awaria mechaniczna |           |
|                   |       | 42 | William Grover-Williams Caberto Conelli | Bugatti       | 66   | Wał napędowy       |           |
|                   |       | 50 | Enzo Grimaldi Borgait                   | Bugatti       | 47   | Awaria mechaniczna |           |
|                   |       | 10 | Luigi Fagioli Ernesto Maserati          | Maserati      | 46   | Hamulce            |           |
|                   |       | 58 | Rudolf Caracciola Otto Merz             | Mercedes-Benz | 38   | Doładowanie        |           |
|                   |       | 2  | William Scott S. Armstrong-Payne        | Delage        | 21   | Tylna oś           |           |
|                   |       | 52 | Marcel Lehoux Philippe Étancelin        | Bugatti       | 16   | Silnik             |           |
|                   |       | 26 | Boris Iwanowski Henri Stoffel           | Mercedes-Benz | 13   | Tylna oś           |           |
|                   |       | 12 | Jack Dunfee Appleyard                   | Sunbeam       | 0    | Półoś              |           |
| P                 | + / – | Nr | Kierowca                                | Konstruktor   | Okr. | Czas / Strata      | Komentarz |

### Najszybsze okrążenie
Źródło: teamdan.com
| Nr | Kierowca      | Konstruktor | Czas   | Okr. |
| -- | ------------- | ----------- | ------ | ---- |
| 10 | Luigi Fagioli | Maserati    | 5:29,0 | 10   |